# ترنر (ویرجینیای غربی)
ترنر، ویرجینیای غربی (به انگلیسی: Turner, West Virginia) یک منطقهٔ مسکونی در ایالات متحده آمریکا است که در ویرجینیای غربی واقع شده‌است.

## خصوصیات
ترنر ۲۱۳٫۹۷ متر بالاتر از سطح دریا واقع شده‌است.